# Savage Dragon
Savage Dragon è un personaggio dei fumetti creato da Erik Larsen e pubblicato sui fumetti WildStorm della Image Comics.
L'autore ha dichiarato di avere creato Savage Dragon mentre frequentava ancora le scuole elementari creando le sue storie in un fumetto autoprodotto. Le sue origini sono ispirate dai personaggi preferiti di Erik come Capitan Marvel, Batman, Speed Racer e Hulk.
Savage Dragon era anche apparso nella strip "Vanguard" pubblicata in Megaton negli anni '80. Nella versione poi pubblicata dalla Image Comics Larsen definisce il look ufficiale trasformandolo in un gigante muscoloso dalla pelle verde con una grossa pinna sulla testa e in preda ad amnesia. Viene assunto dalla polizia di Chicago per combattere il crimine, avvantaggiandosi dei suoi poteri che includono superforza e un fattore di guarigione avanzato.
La serie The Savage viene lanciata nel 1993 dopo una mini serie che ebbe molto successo. Ancora oggi Larsen continua a scrivere e disegnare la serie da solo, questo fa sì che Savage Dragon sia il solo titolo originale della Image Comics ad essere tuttora scritto e disegnato dal suo creatore. Savage Dragon è la più lunga serie americana completamente a colori mai realizzata da un singolo artista.
Savage Dragon è stato inserito dalla rivista Wizard nella lista dei migliori personaggi di comic book di tutti i tempi, alla posizione n.116. Nella classifica stilata nel 2011 da IGN, si è posizionato al 95º posto come più grande eroe della storia dei fumetti, dopo Supergirl e prima di Sam Wilson,

## Pubblicazioni

### Miniserie
- The Savage Dragon nn. 1-3
- Savage Dragon: Archives nn. 1-4
- The Dragon: Blood & Guts nn. 1-3 (scritta e disegnata da Jason Pearson)
- Savage Dragon: Red Horizon nn. 1-3
- The Savage Dragon: Sex & Violence nn. 1-2
- Savage Dragon: Guerra di Dei nn. 1-4

### Team-up
- Savage Dragon/Teenage Mutant Ninja Turtles
- Teenage Mutant Ninja Turtles/Savage Dragon
- Savage Dragon/Marshal Law nn. 1-2
- Savage Dragon/Superman: Chicago
- Superman/Savage Dragon: Metropolis

### Spin-off
- Freak Force
- Superpatriot: Liberty & Justice

## Origini rivelate
Le origini di Savage Dragon sono state a lungo un mistero per i lettori, mistero rivelato nel numero speciale del decimo anniversario della Image, pubblicato il 30 novembre 2005. Questo volume proponeva racconti da parte dei quattro fondatori rimanenti della casa editrice (Erik Larsen, Todd McFarlane, Marc Silvestri e Jim Valentino). Nella sua storia, Larsen ha rivelato che Dragon in passato era conosciuto come Kurr, imperatore di una razza nomade di alieni che hanno speso migliaia di anni vagando nello spazio, alla ricerca di un nuovo pianeta adatto. Dopo che Kurr scelse la Terra, decise di andare contro modi pacifici del suo popolo e di massacrare la razza umana. Due scienziati di nome Rech e Weiko cospirarono contro di lui, provocandogli un danno cerebrale che cancellò sua memoria, e impiantando all'interno delle sue memorie cinque giorni di trasmissioni televisive via satellite dalla Terra. Kurr è stato poi mandato a vivere sulla Terra, mentre il suo popolo andò a cercare un nuovo pianeta altrove.

## Edizioni italiane
In italiano la serie di Savage Dragon è stata pubblicata da vari editori. Inizialmente dalla Star Comics nella collana Spawn & Savage Dragon (32 numeri che ospitatono la mini di esordio, la serie regolare fino al numero 22 più alcune miniserie spin-off come Freak Force), quindi dalla Lexy Produzioni ( 5 volumetti brossurati con i numeri dal 23 al 37), poi dalla Indy Press (2 volumetti brossurati con i numeri dal 38 al 45) e infine dalla Edizioni BD che ha pubblicando dal 2006 al 2012 18 volumetti non brossurati non numerati (contenenti i numeri dal 46 al 52 e dal 76 al 160). I numeri dal 53 al 75 sono inediti in Italia.
Nel 2019 la Editoriale Cosmo ha ripreso la pubblicazione del personaggio.

## Altri media
Nel 1995 Savage Dragon diventa un cartone animato trasmesso sulla rete televisiva USA Cartoon Express.
La serie è composta da 26 episodi e molti dei personaggi principali sono apparsi nello show (tra questi ricordiamo She-Dragon, Mako e Overlord).